# Strožanac
Strožanac je skupno ime za dva naselja u općini Podstrani u Splitsko-dalmatinskoj županiji u Hrvatskoj: Podstrana – Strožanac Donji i Podstrana – Strožanac Gornji.